# جمهورية هولندا
أقاليم هولندا المتحدة (أو الأقاليم المتحدة واختصارًا. اسمها الرسمي: جمهورية البلدان السبعة المنخفضة، والشائع تاريخيًّا: جمهورية هولندا) كانت جمهورية اتحادية نشأت رسميًّا بتأسّس دولة اتحادية في عام 1581 من عدة أقاليم هولندية كانت قد استقلت عن الحكم الإسباني، حتى الثورة الباتافية في عام 1795. هي الدولة السالفة لهولندا، وأول دولة قومية هولندية مستقلة تمامًا.
يبلغ عدد سكان الجمهورية الصغيرة مليونًا ونصف، وقد ميزت نفسها في المجال التجاري العالمي من خلال شركة الهند الشرقية الهولندية (VOC) وشركة الهند الغربية الهولندية (GWC)، بحملاتها العسكرية على بلدان كانت منها إسبانيا وإنجلترا، وبأسطولها الضخم (الذي كان يضم 2,000 سفينة، أي أكبر من أسطول إنجلترا وأسطول فرنسا مجتمعَين)، وبازدهارها فنيًّا (على يد رسامين مثل رامبرانت ويوهانس فيرمير وغيرهما كثير) وعلميًّا (على يد هوغو غروتيوس وأنطوني فان ليفينهوك وغيرهما)، وبتسامحها النسبي مع الاختلاف الديني والفكري (حرية الفكر). كانت من أشهر دول العالم تجاريًّا وعلميًّا وعسكريًّا وفنيًّا في معظم القرن السابع عشر، لذا تُسمى تلك الفترة في تاريخها «العصر الذهبي الهولندي».
تألفت الجمهورية من سبع مقاطعات في شمال هولندا تمكنت من أن تنال استقلالها من إسبانيا في الفترة ما بين 1568 و1609، ونمت قوتها تدريجيا عقب اتحاد أوترخت عام 1579 والذي كان من أهدافه الأساسية تحسين المقدرة العسكرية لتلك المقاطعات الثورية. وهكذا بينما بقيت المقاطعات الجنوبية (لاحقا بلجيكا ولوكسمبورغ) خاضعة لحكم الأسبان أصبحت المقاطعات الهولندية السبعة دولةً مستقلة بموجب اتفاقية أوترخت.
القرن السابع عشر كان العصر الذهبي لهذه الجمهورية، حيث امتدت سيطرتها الاستعمارية إلى مناطق شاسعة خلف البحار، مما فتح عليها باباً واسعا للموارد الاقتصادية المختلفة، ولعبت دورا بارزا في التحالف ضد الملك الفرنسي لويس الرابع عشر خلال حرب الخلافة الأسبانية، وتحولت إلى مركزٍ عالميٍ للتمويل، كما لمع نجمها أيضا كمركز ثقافي بارز في أوروبا. بدأ عصر انحدار جمهورية هولندا في القرن الثامن عشر، عندما أنهكتها الهزائم العسكرية المتتالية التي منيت بها، هذا فضلا عن خسارتها لقسم كبير من إمبراطوريتها الاستعمارية لصالح الإنكليز. وفي عام 1795 كانت النهاية، حيث انهارت الجمهورية الهولندية تحت تأثير الثورة الديمقراطية الهولندية وتحت ضربات الجيوش الفرنسية الغازية.

## تاريخها

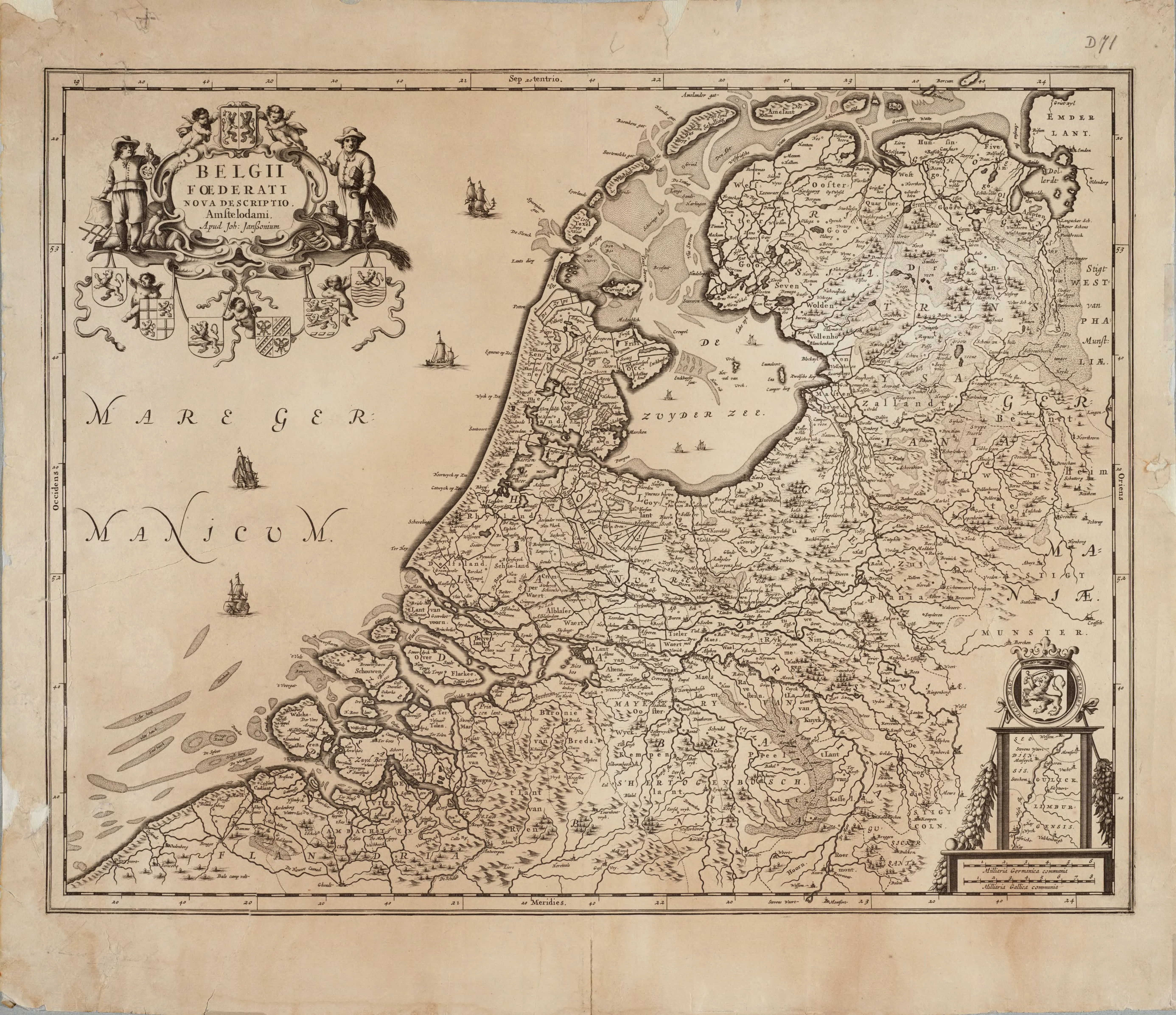
خريطة جمهورية هولندا السبع المتحدة رسمها جوان (أو يوهانس)

حتى القرن السادس عشر تألفت البلدان المنخفضة –التي كانت تقريبًا في نفس الموقع الحالي لهولندا وبلجيكا ولوكسمبورغ– من عدة دوقيات ومقاطعات وأسقفيات أميرية، وكان كل هذا تحت سيادة الإمبراطورية الرومانية المقدسة، ما عدا مقاطعة فلانديرز التي كان أغلبها تحت هيمنة مملكة فرنسا.
دخل معظم البلدان المنخفضة تحت حكم آل برغندي، ثم آل هابسبورغ. في عام 1549 أصدر الإمبراطور الروماني المقدس كارلوس الخامس المرسوم العملي الذي زاد توحُّد الأقاليم السبعة تحت حكمه. خلف كارلوس ابنُه فيليب الثاني ملك إسبانيا. في عام 1568 ثارت هولندا تحت قيادة ويليام الصامت على الملك فيليب الثاني، لارتفاع الضرائب وإعدام الحكومة للبروتستانتيين ومحاولات الملك فيليب لتحديث الهياكل الحكومية الإقليمية –التي كانت قائمة على حالها منذ القرون الوسطى– وتركيزها. كان هذا بداية حرب الثمانين عامًا. في بداية الحرب لم يكن للثورة نجاح يُذكر. فقد فرضت إسبانيا سيطرتها من جديد على معظم الأقاليم المتمردة. سُميت تلك الفترة «الغضب الإسباني»، لارتفاع عدد مذابحها البشعة ونهبها الجماعي والمدن التي دمرتها تدميرًا بين عام 1572 و1579.